# Нетесин, Сергей Николаевич
Серге́й Нете́син (англ. Serguei Netessine; 1973, Арзамас-16 (ныне — Саров), СССР) — российский и американский учёный, профессор. Основная сфера научных интересов относится к операционному менеджменту, а также к инновациям. Результаты его исследований в области управления поставками и логистическими цепочками в розничной торговле получили освещение в ведущих научных и бизнес-изданиях в США и России.

## Биография
Сергей Нетесин родился в СССР в закрытом городе Арзамас-16 (ныне — Саров). В 1995 году окончил Национальный исследовательский университет «МИЭТ» и специализировался в области электротехники, получив звание магистра. В 1997 переехал в США для получения докторской степени. В 2000 году Сергей окончил Рочестерский университет с присвоением степени магистра в области науки управления (Management Science). В 2001 году он получил докторскую степень в области операционного менеджмента и стал профессором в Уортонской школе бизнеса при Пенсильванском университете, где продолжил карьеру в качестве преподавателя и получил постоянный контракт преподавателя (тенор) в 2007 году. В 2010 году вошел в число профессоров бизнес-школы INSEAD с кампусами во Франции, Сингапуре и Абу-Даби, где и руководил исследованиями научного альянса INSEAD-Уортон. В 2017 г. вернулся преподавать в Уортонской школе бизнеса при Пенсильванском университете. В настоящее время является директором по научным исследованиям альянса INSEAD-Уортон и директором центра международных исследований и образования INSEAD-Уортон.
Сергей избран исполнительным вице-президентом и президентом Общества управления операциями в сфере производства и услуг (англ. The Manufacturing and Service Operations Management Society, MSOM), которое объединяет более 1000 ученых в сфере менеджмента и бизнес-администрирования из различных университетов мира.
Входит в редакционный совет американского академического журнала «Менеджмент Сайнс» (англ. Management Science). Регулярно выступает на научных и практических конференциях и семинарах, в том числе является участником «Уолд нолидж форум» (англ. World Knowledge Forum), крупнейшего форума в Азии.

## Награды
- Награда для преподавателей Миллер-Шерерд (англ. Miller-Sherrerd Teaching Award), неоднократно.[10]
- Награда имени Викхэма Скиннера от общества производственного и операционного менеджмента за исследовательские достижения на раннем этапе карьеры (англ. Production and Operations Management Society Wickham Skinner Early-Career Research Accomplishment Award), 2005.[11]
- Первое место в номинации «Лучший практический пример преподавания» (англ. Best Teaching Case Studies Award), награда американского Института теории принятия решений (англ. Decision Sciences Institute), 2013.[12]
- Young Scholar Prize 2013 — премия в сфере операционного менеджмента, которая присуждается молодым ученым в возрасте до 40 лет.[13]
- Премия академии менеджмента Чан Хан, номинация «Лучшая статья по операционному менеджменту», 2011.[14]

## Освещение в прессе
Исследовательская работа Сергея Нетесина привлекла внимание СМИ и получила освещение в известных западных бизнес-изданиях, таких как CIO Magazine, The Economist , Forbes, The New York Times, Strategy+Business. Сергей также выступал в роли эксперта в русскоязычных бизнес-изданиях в том числе «Комп&ньон», «Вести. Экономика», «Ведомости», «Труд», Полит.ру.
C 2010 года С. Нетесин является директором образовательной программы «Сбербанк-500», которая широко освещалась в российской и зарубежной прессе. В рамках этой совместной программы INSEAD, Российской экономической школы и Корпоративного университета Сбербанка ежегодно 500 менеджеров среднего звена проходят одногодичную программу обучения, состоящую из очных и заочных сессий.